# Brinkley (Arkansas)
Brinkley – miasto w Stanach Zjednoczonych, w stanie Arkansas, w hrabstwie Monroe.